# ジャン・イヴ・テリオー
ジャン・イヴ・テリオー（Jean-Yves Theriault、1955年1月15日 - ）は、カナダ出身の男性キックボクサー。ローキック（下段蹴り）を禁止されたフルコンタクトルールでは極めて名が知られた存在だが、ムエタイ式に傾倒する日本では殆ど知られていない。あだ名は「アイスマン」。現在は「テリアン柔術アンドキックボクシング」を主宰する。

## 獲得タイトル
- 1983年度ブラックベルト誌フルコンタクトファイター・オブ・ザ・イヤー
- ISKAフリースタイル世界ライトヘビー級王座